# Dovizio Rock
Der Dovizio Rock (englisch; spanisch Islote Dovizio) ist ein Klippenfelsen im Archipel der Südlichen Shetlandinseln. Er liegt vor dem Canto Point im Nordwesten der Einfahrt zur Discovery Bay von Greenwich Island.
Wissenschaftler der 3. Chilenischen Antarktisexpedition (1948–1949) benannten ihn nach einem Teilnehmer der Forschungsreise. Das UK Antarctic Place-Names Committee übertrug diese Benennung 2005 in angepasster Form ins Englische.